# Nederlandse Publieke Omroep
La Nederlandse Publieke Omroep (in italiano: Radiotelevisione Pubblica dei Paesi Bassi) è la società di radiotelevisione pubblica nederlandese, dipendente dal ministero dell'istruzione, della cultura e della scienza.
È una federazione di organizzazioni chiamate omroep (trasmettitrici) contraddistinte da un'ideologia politica o religiosa o da una propria tipologia di programmi, sul modello della pillarizzazione.
Queste organizzazioni, per far parte della NPO, devono:
- rappresentare un movimento sociale, culturale, religioso o spirituale;
- apportare un valore aggiunto alla radiotelevisione pubblica nederlandese;
- avere un numero minimo di membri associati, per cui gli spazi nei palinsesti dipendono dal numero di essi.

Le organizzazioni si dividono in tre categorie:
- A (aventi più di 300.000 membri)
- B (aventi tra i 150.000 e i 300.000 membri)
- Aspirante (aventi minimo 50.000 membri)

Questo schema non si applica alle organizzazioni speciali, soggetti all'articolo 2.42 della legge audiovisiva nederlandese, e che rappresentano entità religiose o sociali di carattere minoritario. Il loro spazio nei palinsesti è più ridotto, e a partire dal 2015 vengono accorpate alle altre organizzazioni. Vi sono inoltre due organizzazioni di servizio pubblico che sono neutrali: la NOS, che si occupa di informazione, notizie parlamentari, sport ed eventi in diretta, e la NTR, che produce programmi culturali, educativi e di servizio pubblico. La STER è un'impresa indipendente che gestisce la pubblicità.
La NPO come ente pubblico cura:
- la programmazione, la distribuzione e l'organizzazione dei suoi canali di radio, televisione ed internet;
- distribuzione del denaro tra le organizzazioni radiotelevisive associate;
- assistenza nei sottotitoli e nella vendita e nell'acquisto di programmi da parte delle organizzazioni;
- realizzazione di indagini indipendenti sulla qualità della distribuzione del segnale e dei programmi.

## Storia

### Il sistema pubblico radiotelevisivo olandese
Sin dagli anni 1920, quando iniziarono le prime trasmissioni radiofoniche, i programmi venivano prodotti da organizzazioni pubbliche composte ognuno per una propria categoria di spettatori, attuando il sistema della Verzuiling. Infatti i cattolici, i protestanti e i socialisti gestivano degli enti di loro proprietà, non solo partiti politici, ma anche sindacati, scuole e ospedali. Le prime organizzazioni trasmettitrici per la produzione dei programmi furono la liberale AVRO, la protestante NCRV, la cattolica KRO e la liberale e protestante VPRO. La divisione in queste trasmettitrici influenzò notevolmente gli spettatori, ad esempio era impensabile per un protestante seguire programmi prodotti dalla cattolica KRO. Nel 1925 sorse l'organizzazione socialista VARA. Nel 1930 il governo regolamentò gli spazi destinati a ciascuna organizzazione su due stazioni radiofoniche (Hilversum 1 e Hilversum 2), di conseguenza la AVRO perdette la metà del tempo destinato alle proprie trasmissioni per cederlo a VARA e VPRO. Dopo la seconda guerra mondiale fu introdotto un canone, e le organizzazioni si raggrupparono nella Nederlandse Radio Unie (Radio Nederlandese Unita), che nel 1950 è uno dei membri fondatori dell'UER, dove dal 1969 al 2002 sarà rappresentata dall'organizzazione NOS. Nel 1950 sorge il canale televisivo Nederland 1, e il gruppo Nederlandse Televisie Stichting (Fondazione Televisiva Nederlandese), mentre nel 1967 sorge Nederland 2.
Nel 1965, per affrontare la concorrenza delle radio pirata, sorge la stazione radiofonica Hilversum 3, con una programmazione alternativa e più giovanile. Negli anni 1980 le tre stazioni radiofoniche cambieranno nome in Radio 1, Radio 2 e Radio 3. Nel 1967 una nuova legge regolamenta gli spazi destinati alle varie organizzazioni nei palinsesti radiofonici e televisivi, in base al numero di membri presenti in ognuna. Ciò ha permesso ad altre organizzazioni di entrare nel sistema radiotelevisivo pubblico per diversificare la programmazione, come TROS e Veronica, entrambe ex radio pirata, e l'organizzazione evangelica EO. I ricavi pubblicitari vengono gestiti dall'organizzazione STER. Nel 1969 la Nederlandse Radio Unie e la Nederlandse Televisie Stichting si fondono nella NOS, dedicata alla trasmissione di sport e informazione e alla coordinazione del sistema radiotelevisivo pubblico. Nel 1988 le organizzazioni non sono più obbligate ad usare gli impianti di produzione forniti dalla NOS, e viene regolamentata la programmazione delle organizzazioni che devono produrre:
- 25% news e programmi informativi
- 25% intrattenimento e programmazione generalista
- 20% cultura
- 5% educazione.

Nel 1989 il monopolio pubblico radiotelevisivo viene rotto da RTL-Véronique, emittente televisiva che trasmette dal Lussemburgo. Nel 1992 vengono legalizzate le televisioni private sul territorio olandese, e l'organizzazione Veronica si distacca dal sistema pubblico radiotelevisivo per diventare un'azienda privata.
Nel 1995 si aggiunge la trasmettitrice NPS, dedicata alla produzione di programmi educativi e culturali e di programmi per bambini, e nel 1999 la BNN, dedicata alla produzione di programmi per adolescenti e giovani adulti.

### La nascita della NPO
Nel 2002 tutte le organizzazioni trasmettitrici pubbliche vengono riunite nella Nederlandse Publieke Omroep (NPO).
Negli anni successivi si aggiungono nuove organizzazioni, come PowNed, WNL, MAX, LLink. La NPS, dopo la fusione con Teleac e RVU, viene rinominata in NTR.
Il 18 gennaio 2010 il portavoce della NPO, Henk Hargoot, annuncia una riduzione del numero delle trasmettitrici a 15 entro il 2015, e ha avvertito della minaccia costituita dall'influenza dei partiti politici sulla programmazione.

## Composizione
Attualmente le organizzazioni di base aderenti sono otto, e sono:
- AVROTROS (Algemene Vereniging Radio Omroep - Televisie en Radio Omroep Stichting) (Associazione Radio Trasmettitrice Generale - Associazione Trasmettitrice Radiofonica e Televisiva): nata dalla fusione di AVRO, l'organizzazione più antica e TROS, quella più popolare, è molto legata alle sue radici liberali per promuovere la libertà, la sua programmazione è centrata sull'intrattenimento. A partire dal 2010 cura la partecipazione olandese all'Eurovision Song Contest.
- BNN-VARA: nata dalla fusione di BNN, organizzazione giovanile dedicata anche alla cultura pop, e VARA, l'organizzazione più grande, con una programmazione politicamente di sinistra.
- EO: organizzazione cristiana protestante, trasmette prevalentemente programmi di natura evangelica.
- KRO-NCRV: nata dalla fusione dell'organizzazione cattolica KRO e di quella protestante NCRV, ha una programmazione prevalentemente non religiosa e tende ad essere liberale.
- MAX: organizzazione con una programmazione dedicata agli over 50.
- PowNed: organizzazione con una programmazione politica e satirica.
- VPRO: organizzazione di origine liberale con una programmazione originale, culturale e intellettuale.
- WNL: organizzazione con una programmazione politicamente conservatrice.

Mentre le organizzazioni di servizio pubblico sono:
- NOS: concentrata sull'informazione, sulle notizie parlamentari e sullo sport, è politicamente neutrale, gestisce il NOS Journaal (il principale telegiornale delle reti televisive pubbliche), coordina tutte le altre organizzazioni, gestisce la maggior parte delle pagine del teletext.
- NTR: nato dalla fusione di NPS, Teleac e RVU, ha una programmazione culturale, educativa, etnica, e produce anche programmi per bambini.

Mentre le organizzazioni speciali, che a partire dal 2016 sono accorpate ai membri di base sono:
- BOS (Boeddhistische Omroep Stichting): Organizzazione buddhista.
- Humanistische Omroep (HUMAN): Organizzazione umanista.
- IKON (Interkerkelijke Omroep Nederland): Organizzazione che rappresenta le Chiese protestanti.
- Joodse Omroep: Organizzazione ebraica.
- OHM (Organisatie Hindoe Media): Organizzazione buddhista.
- RKK (Rooms-Katholiek Kerkgenootschap): Organizzazione cattolica.
- ZvK (Zendtijd voor Kerken): Organizzazione che rappresenta le Chiese evangeliche.

### Composizione fino al 2015
| Sigla    | Nome completo                                      | Categoria                 | Programmazione                                         |
| -------- | -------------------------------------------------- | ------------------------- | ------------------------------------------------------ |
| NOS      | Nederlandse Omroep Stichting                       | Trasmettitore di servizio | Generalista, news, sport                               |
| NTR      | Fusione di NPS, Teleac e RVU                       | Trasmettitore di servizio | Cultura, educazione, società                           |
| OF       | Omrop Fryslân (verrà fusa con NOS)                 | Trasmettitore di servizio | Programmi in frisone                                   |
| PP       | Politieke Partijen (verrà fusa con NOS)            | Trasmettitore di servizio | Partiti politici                                       |
| Socutera | Socutera (verrà fusa con NOS)                      | Trasmettitore di servizio | Organizzazione di beneficenza                          |
| BOS      | Boeddhistische Omroep Stichting                    | 2.42                      | Buddhismo                                              |
| HUMAN    | Humanistische Omroep                               | 2.42                      | Umanismo                                               |
| IKON     | Interkerkelijke Omroep Nederland                   | 2.42                      | Chiese protestanti                                     |
| JO       | Joodse Omroep                                      | 2.42                      | Ebraismo                                               |
| OHM      | Organisatie voor Hindoe Media                      | 2.42                      | Induismo                                               |
| RKK      | Rooms-katholiek Kerkgenootschap                    | 2.42                      | Cattolicesimo                                          |
| SZM      | fusione di NMO e NIO                               | 2.42                      | Islam                                                  |
| ZvK      | Zendtijd voor Kerken                               | 2.42                      | Chiese evangeliche                                     |
| AVROTROS | Vereniging AVROTROS                                | Membro effettivo          | Generalista, fusione di AVRO e TROS                    |
| BNN      | Bart's Neverending Network                         | Membro effettivo          | Giovani                                                |
| EO       | Evangelische Omroep                                | Membro effettivo          | Evangelicalismo                                        |
| KRO-NCRV | Vereniging KRO-NCRV                                | Membro effettivo          | Cattolicesimo e Protestantesimo, fusione di KRO e NCRV |
| MAX      | Omroepvereniging MAX                               | Membro effettivo          | Senior/50+                                             |
| PowNed   | Publieke Omroep Weldenkend Nederland En Dergelijke | Membro effettivo          | Giovani adulti, generazione internet                   |
| VARA     | Omroepvereniging VARA                              | Membro effettivo          | Socialdemocrazia/Progressismo                          |
| VPRO     | Omroepvereniging VPRO                              | Membro effettivo          | Progressismo/innovativo                                |
| WNL      | Wakker Nederland                                   | Membro effettivo          | Conservatorismo/liberale                               |
| STER     | Stichting Ether Reclame                            | Altro                     | Pubblicità                                             |

### Composizione attuale
Nel 2016, a causa di tagli al budget, viene ridotto il numero di organizzazioni. Quelle di categoria A sono quelle che hanno più di 300.000 membri.
| Organizzazione                                     | Status                    | Programmazione                          |
| -------------------------------------------------- | ------------------------- | --------------------------------------- |
| AVROTROS                                           | A                         | Generalista, liberale e intrattenimento |
| BNN-VARA                                           | A                         | Progressismo-Sinistra politica/giovani  |
| KRO-NCRV (+ RKK + BOS)                             | A                         | Cattolicesimo e Protestantesimo         |
| EO (+ IKON, ZvK e JO)                              | B                         | Protestantesimo                         |
| VPRO                                               | B                         | Progressismo                            |
| MAX                                                | B                         | Senior/50+                              |
| HUMAN                                              | Aspirante                 | Umanismo                                |
| WNL                                                | Aspirante                 | Conservatorismo/attualità               |
| PowNed                                             | Aspirante                 | Giovani/critico                         |
| NOS (+ Omrop Fryslân, Politieke partij & Socutera) | Trasmettitore di servizio | Generalista, news, sport                |
| NTR (+ OHM & SZM)                                  | Trasmettitore di servizio | Cultura, educazione, società            |
| Ster                                               | Altro                     | Pubblicità                              |

## Radio
- NPO Radio 1: news, attualità e sport
- NPO Radio 2: musica pop per adulti
- NPO 3FM: pop, rock e musica dance per giovani
- NPO Klassiek: musica classica
- NPO Radio 5: pop, chat e programmi religiosi
- NPO Soul & Jazz: jazz, world music e informazioni culturali
- NPO FunX: musica per giovani, i programmi sono prodotti con collaborazione con le sedi regionali
- Radio Nederland Wereldomroep: trasmette in tutto il mondo

## Canali televisivi
- NPO 1
- NPO 2
- NPO 3

### Canali televisivi tematici
- NPO 1 Extra – Intrattenimento
- NPO 2 Extra – Arte e cultura
- NPO 3 Extra – Giovani (chiuso)
- NPO Doc – Documentari (chiuso)
- NPO Humor TV – Commedia (chiuso)
- NPO Nieuws – All-News (chiuso)
- NPO Politiek en Nieuws – All-news e sedute parlamentarie
- NPO Zappelin Extra – Bambini e famiglia (chiuso)

#### Internazionale
- BVN (rete televisiva)

## Canali televisivi e stazioni radiofoniche regionali
- L1 (Limburgo)
- Omroep Brabant (Brabante Settentrionale)
- Omrop Fryslân (Frisia)
- Omroep Zeeland (Zelanda)
- RTV Drenthe (Drenthe)
- RTV Flevoland (Flevoland)
- RTV Gelderland (Gheldria)
- RTV Utrecht (Utrecht)
- RTV Noord (Groninga)
- RTV Noord-Holland (Olanda Settentrionale)
- AT5 (Amsterdam)
- RTV Oost (Overijssel)
- RTV Rijnmond (Rotterdam)
- RTV West (Olanda Meridionale)